# Phare de Hegranes
Le phare de Hegranes (en islandais : Hegranesviti ) est un phare situé dans la région de Norðurland vestra, à 5 km à l'est de Sauðárkrókur. Il est situé au bout du Skagafjörður. 